# Petra Fehrmann
Petra Fehrmann (* 1959) ist eine deutsche Schauspielerin, Schauspiellehrerin, Sprecherin und Hörfunkmoderatorin.

## Leben
Petra Fehrmann studierte Germanistik, Pädagogik und Kunstpädagogik an der Johann Wolfgang Goethe-Universität Frankfurt am Main, wo sie als Magistra Artium abschloss. Zwischen 1979 und 1986/87 wirkte sie in Frankfurt am Main mehrfach bei Theaterproduktionen des freien Theaterensembles „Schlicksupp Teatertrupp“ (Regie: Paul Binnerts) mit, u. a. 1986 als Miranda in Shakespeares Spätwerk Der Sturm und 1987 als Angela Vicario in Chronik eines angekündigten Todes. Weitere freie Theaterarbeiten folgten. 
1989/90 besuchte sie in München die private Schauspielschule Athanor Theater unter der Leitung von David Esrig, wo sie ihre professionelle Schauspielausbildung erhielt. 1991 trat sie am Theaterhaus Frankfurt in der Titelrolle von Strindbergs Schauspiel Fräulein Julie auf. Von 1992 bis zum Ende der Spielzeit 1997/98 war Fehrmann festes Ensemblemitglied am Stadttheater Heidelberg. Zu ihren Rollen dort gehörten u. a. die Königin in Reinecke Fuchs (1992, nach Goethe), die Iphigenie in Iphigenie Königskind von Pauline Mol (1993), die Titelrolle in Antigone (1995), Senora/Idiot in Andorra (1995) und Elli in Kasimir und Karoline (1997). 
Seither arbeitet Fehrmann als freie Schauspielerin. Sie trat zunächst wieder am Theaterhaus Frankfurt auf, so 1997 als Frau Sibirien in der Komödie Hotel Sibirien von Roel Adam und 1998 als Julie in Dantons Tod. 1998/99 wirkte sie in der Alten Mühle Bad Vilbel als Ottilie in Im weißen Rößl in einer Produktion für singende Schauspieler mit. 1999/2000 absolvierte Fehrmann parallel zu ihrer Tätigkeit als Schauspiel ein Aufbaustudium für Berufsschauspieler an der Deutschen Schauspielakademie München mit dem Schwerpunkt Medien. 2001 gastierte sie im Rahmen der Grimm-Märchenfestspiele in Hanau als Königin in Die Gänsehirtin am Brunnen. 
Anschließend legte sie ihren künstlerischen Schwerpunkt auf Lesungen, Rezitationen und literarische Leseabende in Theatern, Museen, Bibliotheken oder Buchhandlungen. Ihr Repertoire reicht dabei von Molière bis zu den klassischen Texten der literarischen Moderne. Sie las u. a. aus Also sprach Zarathustra von Friedrich Nietzsche (2006; Neues Theater Höchst), aus dem Roman Am Gletscher von Halldór Laxness (u. a. 2012; Neues Theater Höchst) und aus Briefen von Georg Büchner (2012; Stadtbibliothek Frankfurt am Main). 
2012 und 2014 war sie als Rezitatorin und Schauspielerin am Theater Willy Praml in Frankfurt am Main zu Gast. 2014 übernahm sie dort das Stubenmädchen in einer Produktion von Arthur Schnitzlers Stück Der Reigen.
Seit 1982 war Fehrmann immer wieder auch in Film- und Fernsehproduktionen zu sehen, wo sie meist kleine Nebenrollen übernahm, u. a. als Mutter in dem Kinofilm Hand in Hand (2001) von Maria Teresa Camoglio, als Fantasy-Autorin Yvette Ziegler in dem Fernsehfilm Für immer im Herzen (2004; an der Seite von Natalia Wörner), als Psychologin Frau Peters in dem Fernsehfilm Vater auf der Flucht (2007; mit Oliver Korittke als Partner), als beste Freundin Margret in dem Fernsehfilm Liebe verlernt man nicht (2009; an der Seite von Katrin Saß) oder als Schuldirektorin im Taunuskrimi Mordsfreunde (2014). 
In dem Kinofilm Im Spinnwebhaus (2015) hatte sie eine kleine Rolle als Nachbarin. In der 6. Staffel der ZDF-Serie Bettys Diagnose (2020) übernahm sie eine Episodenhauptrolle als Patientin mit Kompartmentsyndrom.
Seit 1983 ist Fehrmann außerdem Sprecherin bei Hörspielen und Features für verschiedene Fernseh- und Rundfunkanstalten tätig, u. a. für das ZDF, arte, den Deutschlandfunk, den Hessischen Rundfunk und in der Werbung. Von 1984 bis 1985 arbeitete sie als Fernsehansagerin beim Hessischen Rundfunk. Seit 2000 ist sie Redakteurin, Moderatorin und Sprecherin bei hr2-kultur.
Seit Mitte der 1990er-Jahre ist Fehrmann außerdem freiberuflich als Schauspiellehrerin und als Schauspielcoach tätig. Sie unterrichtet Schauspiel, Stimmbildung und Sprecherziehung. Ein weiterer Schwerpunkt ihrer Arbeit ist Vorbereitung von angehenden Schauspielern auf die Bewerbung und das Vorsprechen an den Schauspielschulen.
Fehrmann lebt in Frankfurt am Main.

## Filmografie
- 1982: Sandmännchen (insg. 10 Folgen; als Mutter)
- 1984: Rummelplatzgeschichten (Fernsehserie)
- 1999: Tatort: Der Heckenschütze (Fernsehreihe)
- 2000: Die Fallers (Fernsehserie)
- 2001: Umwege des Herzens (Fernsehfilm)
- 2002: Ein Fall für zwei (Fernsehserie; Folge: Penthouse für eine Leiche)
- 2002: Hand in Hand (Kinofilm)
- 2004: Für immer im Herzen (Fernsehfilm)
- 2007: Vater auf der Flucht (Fernsehfilm)
- 2009: Liebe verlernt man nicht (Fernsehfilm)
- 2010: Tiere bis unters Dach (Fernsehserie; Folge: Vogelfrei)
- 2013: Lerchenberg (Fernsehserie; Folge: Das Wunder)
- 2014: Mordsfreunde – Ein Taunuskrimi (Fernsehfilm)
- 2015: Im Spinnwebhaus (Kinofilm)
- 2015: Ein Atem (Kinofilm)
- 2020: Bettys Diagnose: Die beste Freundin (Fernsehserie, eine Folge)